# شونن الأسبوعية (مجلة)

مجلة شونِن الأسبوعية (باليابانية: 週刊少年マガジン، بالروماجي: Shūkan Shōnen Magajin) وتنطق شوكان شونِن ماغاجين، هي مجلة شهيرة تصدرها كودانشا في اليابان أسبوعيًا، منذ العدد الأول منها في 17 مارس 1959. وعلى الرغم من بعض سياسات الرقابة فإن غالب قراء المجلة هم من طبقة الناضجون، مثل الشباب، والذكور في المدارس الثانوية والجامعات.

## محتويات المجلة

### أعمال تنشر حالياً
- الخطايا السبع المميتة
- فوكا
- أهو غيرل
- هاجيمي نو إيبو
- غودهاند تيرو
- المعلم الساحر نيغيما!
- تسوباسا ريزرفوار كرونيكل
- سايونارا زِتسبو سينسيه
- فايري تايل
- سيتوكاي ياكويندومو
- فينلاند ساغا

### أعمال تم نشرها
- غيغيغي نو كيتارو
- جو البطل
- كامن رايدر
- شونان جونأي غومي
- غريت تيتشر أونيزوكا
- جت باكرز
- لاف هينا
- كيندايتشي شونن نو جيكنبو
- سكول رمبل
- انوياشا
- رانما 1/2
- هاجيمي نو إيبو
- النمر المقنع
- الرجل الثامن
- جاك العنيف
- شوت
- رجل الشيطان
- ساموراي ديبر كيو
- لاف هينا
- تسوباسا كرونيكل

## وصلات خارجية
- موقع المجلة